# ユニフロー

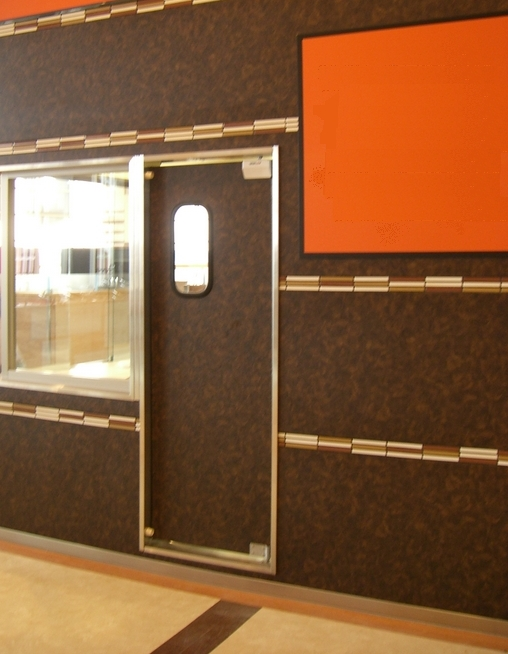
主力商品のスイングドア

株式会社ユニフローは、東京都品川区に本社を置く業務用ドア・シャッターを製造販売する企業である。
スーパーマーケットなどの商業店舗で見られる、売場とバックヤードを間仕切るスイングドアと呼ばれる扉（多くはアルミやステンレスで作られた自閉式の扉。海外ではswing doorまたはtraffic door）の国内最大手。市場シェアは、公称で80％である。
米国製の全自動製氷機を主とする輸入販売業として発足したが、同じく輸入商品であったスイングドアで成功したのをきっかけにメーカーに転じた。現在は自社生産しているスイングドアやシートシャッターをはじめ、軽量引戸や住宅用金具など扱い製品を広げている。
ちなみに「ユニフロー」の社名は、創業当初に扱っていた製氷機のブランド名が由来とされる。

## 主な取扱商品
- スイングドア
- スライドドア（軽量引戸）
- シートシャッター
- フラッシュドア
- 工場・倉庫用ビニールカーテン
- 冷蔵・冷凍ショーケース用ナイトカバー（閉店後に冷気を漏らさないための覆い）
- 建具用機能金具

## 沿革
- 1965年5月：宇野孝司により、東京都渋谷区神南で日本ユニフロー販売株式会社として創業
- 1980年7月：本社を東京都渋谷区富ヶ谷に移転
- 1984年8月：株式会社ユニフローに商号変更
- 1984年12月：埼玉工場を埼玉県児玉郡（現本庄市児玉町）に建設
- 1995年4月：上海事務所を開設
- 1996年8月：上海尤宜福罗国际贸易有限公司を設立（閉鎖）
- 1996年11月：深圳事務所を開設（閉鎖）
- 1999年7月：本社ショールームを開設（移転に伴い閉鎖）
- 2001年6月：ISO9001（2000年版）認証取得
- 2008年2月：本社を東京都品川区西五反田に移転
- 2010年3月：北関東営業所(宇都宮市)を閉鎖、機能を本社及び埼玉営業所に吸収
- 2010年4月：埼玉営業所を関東営業所に改称
- 2014年4月：UNIFLOW INTERNATIONAL PTE. LTD.（シンガポール）を設立
- 2015年5月：創業50周年

## 事業所・グループ企業
事業所
- 東京本社（東京都品川区）
- 札幌営業所（札幌市東区）
- 仙台支店（仙台市宮城野区）
- 関東営業所（本庄市児玉町）
- 名古屋支店（名古屋市東区）
- 大阪支店（大阪市淀川区）
- 広島営業所（広島市東区）
- 福岡支店（福岡市博多区）
- 埼玉工場（本庄市児玉町）

関連会社
- Uniflow International Pte.Ltd（シンガポール）